# Петров, Валентин Владимирович
Валентин Владимирович Петров (10 февраля 1931 г. с. Холомки Псковской области — 31 мая 2025 г. Санкт-Петербург) — российский математик, специалист в области предельных теорем теории вероятностей и вероятностных неравенств.
Окончил математико-механический факультет Ленинградского университета (1952) и аспирантуру (научный руководитель Ю. В. Линник), в 1955 г. защитил кандидатскую диссертацию «Экстремальные задачи теории сложения независимых случайных величин».
Ассистент, старший преподаватель, с 1958 доцент кафедры теории вероятностей и математической статистики, в 1960—1995 зав. кафедрой.
В 1961 г. в Математическом Институте АН СССР защитил докторскую диссертацию «Предельные теоремы для сумм независимых случайных величии», в 1963г, утверждён в учёном звании профессора.
Автор 8 книг, изданных на русском, английском, китайском и испанском языках, в том числе монографии «Суммы независимых случайных величин» (Наука, Москва, 1972; английский перевод вышел в 1975 г. в Нью-Йорке в издательстве Springer).
Лауреат премии имени А. А. Маркова Академии Наук СССР 1971 г.
Заслуженный деятель науки Российской Федерации (1999).